# Sporveien Vognmateriell
Sporveien Vognmateriell AS (tidligere Oslo Vognselskap AS) er et norsk datterselskab til det kommunalt ejede Sporveien, der ejer de sporvogne og T-banetog, der kører i Oslo. Selskabet blev etableret 1. januar 2007 som en del af Kollektivtransportproduksjon ( det nuværende Sporveien) men blev udskilt senere samme år. I 2019 blev det fusioneret tilbage i Sporveien og skiftede samtidig navn til Sporveien Vognmateriell AS.
Selskabets opgave er at finansiere og anskaffe nyt materiel, opgradere eksisterende materiel, fastsætte krav til vedligeholdelse af det og kontrollere at vedligeholdelse sker på en økonomisk forsvarlig måde. Selskabet skal afsætte midler til anskaffelse af nyt materiel og periodisk vedligeholdelse, udleje materiellet og følge op på levering af det overfor producenterne. I 2011 havde selskabet en omsætning på 484 mio. NOK, en stigning fra 461,8 mio. NOK i 2010.
Selskabet er et af flere selskaber, der blev oprettet som en følge af en omfattende omorganisering af Oslo Sporveier i 2007. Selskabet var ejet af byrådsavdeling for finans i Oslo kommune og senere Byrådsavdeling for miljø og samferdsel. Sporvognene og T-banetogene udlejes til Sporveiens andre datterselskaber Sporveien Trikken og Sporveien T-banen.

## materiel
Oslo Vognselskap disponerer over følgende materiel:
- 40 ledsporvogne af typen SL-79
- 32 ledsporvogne af typen SL-95
- 115 trevogns togsæt af typen MX3000 til T-banen